# Franz Leonhard Roth
Franz Leonhard Roth (* 3. November 1706 in Heilbronn; † 15. März 1769 ebenda) war von 1766 bis 1769 Bürgermeister von Heilbronn.

## Leben
Roth war der Sohn des Straßburger Mehlhändlers Franz Roth, der gegen Ende des 17. Jahrhunderts nach Heilbronn gekommen war. Franz besuchte das Heilbronner Gymnasium und immatrikulierte sich an der Universität Jena und am 5. April 1729 an der Universität Straßburg im Fach Rechtswissenschaft. Nach dem Studium war er länger auf Reisen, bevor er sich in Heilbronn niederließ, wo er 1738 in den kleinen, inneren Rat („von den burgern“) berufen wurde. 1754 war er Steuerherr, ab 1757 Stadtschultheiß. Nachdem Bürgermeister Esaias Meyer 1765 sein Amt aus Altersgründen niedergelegt hatte, wurde Roth dritter Bürgermeister von Heilbronn. Nach einer kurzen, rund dreijährigen Amtsdauer, aus der keine bedeutenden Ereignisse verzeichnet sind, verstarb er nach längerer Wassersucht im März 1769 und wurde auf dem Friedhof an der Weinsberger Straße begraben.
Er war mit Maria Sara Schmalz (1721–1762), einer Mannheimer Kaufmannstochter, verheiratet. Der Ehe entstammten elf Kinder.
Roth geriet nach seinem Tod rasch in Vergessenheit. In der Heilbronner Chronik von Karl Friedrich Jaeger (1828) ist sein Vorname falsch wiedergegeben, in der Chronik von Friedrich Dürr (1895) erscheint er überhaupt nicht.